# 가교전차

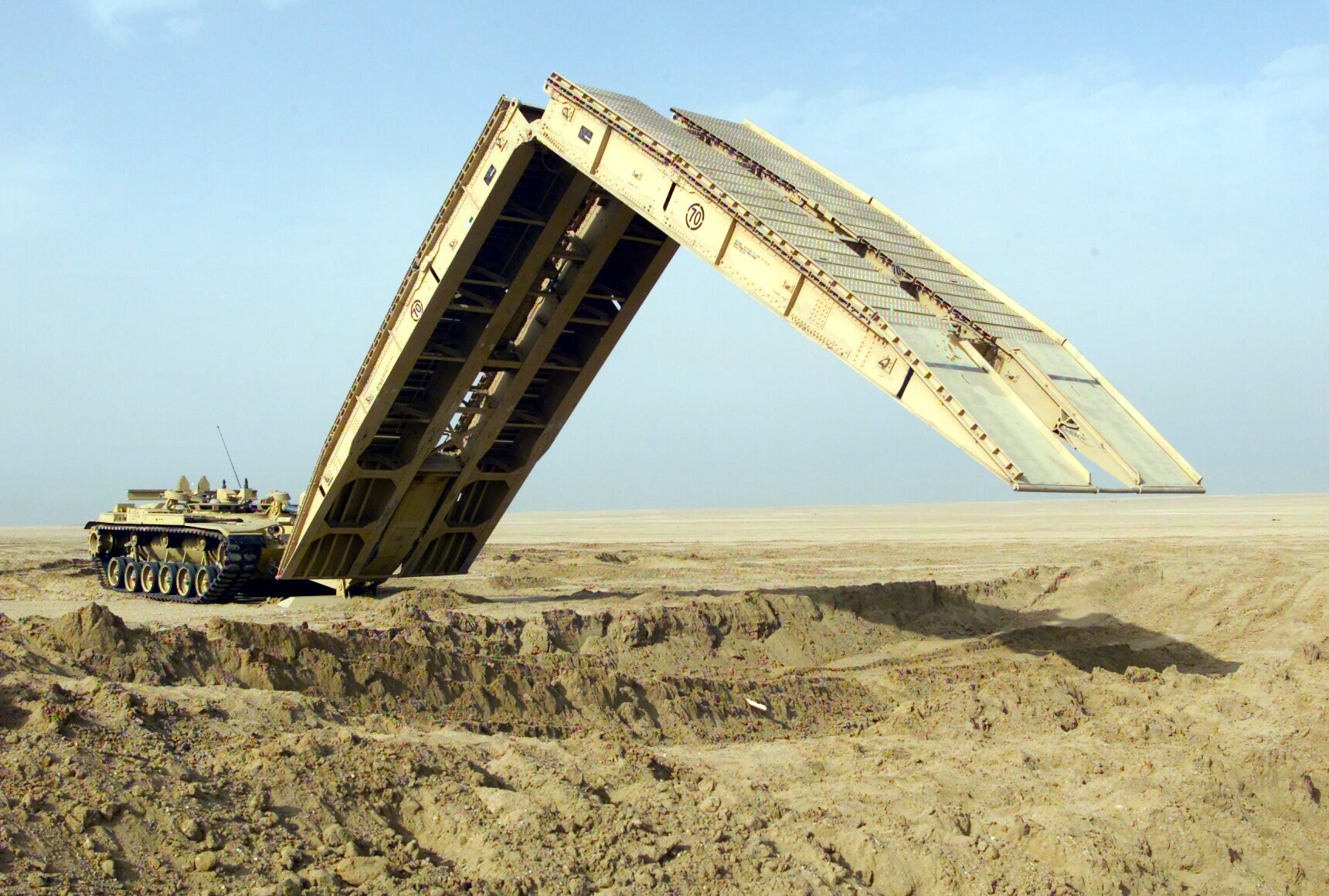
M60A1 가교전차가 다리를 놓는 모습.

가교전차(영어: Armoured vehicle-launched bridge) 또는 교량전차는 가교를 옮기고 다니며, 구덩이 같은 곳에 다리를 놓아 아군의 진격을 돕는 전차를 일컫는다. 기갑차량발사교(AVLB)는 군대가 탱크 및 기타 장갑전투차량을 강과 같은 틈새형 장애물에 신속하게 배치하는 것을 돕기 위해 설계된 전투지원차량이다. 가교전차는 일반적으로 탱크 섀시에서 무기 대신 접이식 금속 다리를 운반하기 위해 개조된 추적 차량이다. 가교전차의 임무는 차량이 지나갈 수 없을 정도로 깊은 강에 도달하여 편리하게 다리가 위치하지 않을 때(또는 60톤 탱크를 이동할 때 상당한 우려 사항) 기갑부대 또는 보병부대가 크레이터, 대전차 도랑, 폭파된 다리, 철도 절단, 운하, 강, 계곡을 건널 수 있도록 하는 것이다.
다리 층이 펼쳐지고 화물이 발사되어 불과 몇 분 만에 장애물을 건널 수 있는 준비된 다리를 제공한다. 스팬(스프링)이 제자리에 놓이면 가교전차 차량이 다리에서 분리되고 차량이 통과할 수 있도록 옆으로 이동한다. 차량이 모두 건너면 다리 자체를 건너 반대편 다리에 다시 부착된다. 그런 다음 다시 이동할 준비가 된 스팬을 수축시킨다. 유사한 절차를 사용하여 작은 틈 또는 유사한 장애물을 교차시킬 수 있다. 가전교차는 길이가 19미터 이상인 다리를 운반할 수 있다. 전차 섀시를 사용하여 교층은 주력 전차와 동일한 지형을 커버할 수 있으며, 장갑의 제공으로 적의 포화에도 작전을 수행할 수 있다.

## 분류
| 전차의 분류  |              |              |              |              |              |              |              |          |          |             |             |             |             |             |          |          |          |          |          |          |          |          |          |              |              |              |              |              |              |              |              |          |          |          |
| 체급별 분류  |              |              |              |              |              |              |              |          |          |             |             |             |             |             |          |          |          |          |          |          |          |          |          |              |              |              |              |              |              |              |              |          |          |          |
| 탱켓         | 탱켓         | 탱켓         | 탱켓         | 탱켓         | 탱켓         | 탱켓         | 경전차       | 경전차   | 경전차   | 경전차      | 경전차      | 경전차      | 경전차      | 중형전차    | 중형전차 | 중형전차 | 중형전차 | 중형전차 | 중형전차 | 중형전차 | 중전차   | 중전차   | 중전차   | 중전차       | 중전차       | 중전차       | 중전차       | 초중전차     | 초중전차     | 초중전차     | 초중전차     | 초중전차 | 초중전차 | 초중전차 |
| 기타 분류    |              |              |              |              |              |              |              |          |          |             |             |             |             |             |          |          |          |          |          |          |          |          |          |              |              |              |              |              |              |              |              |          |          |          |
| 순항전차     | 순항전차     | 순항전차     | 순항전차     | 순항전차     | 보병전차     | 보병전차     | 보병전차     | 보병전차 | 보병전차 | 다포탑 전차 | 다포탑 전차 | 다포탑 전차 | 다포탑 전차 | 다포탑 전차 | 공수전차 | 공수전차 | 공수전차 | 공수전차 | 공수전차 | 구축전차 | 구축전차 | 구축전차 | 구축전차 | 구축전차     | 미사일 전차  | 미사일 전차  | 미사일 전차  | 미사일 전차  | 미사일 전차  | 육상전함     | 육상전함     | 육상전함 | 육상전함 | 육상전함 |
| 전투공병전차 | 전투공병전차 | 전투공병전차 | 전투공병전차 | 전투공병전차 | 전투공병전차 | 전투공병전차 | 전투공병전차 | 교량전차 | 교량전차 | 교량전차    | 교량전차    | 교량전차    | 교량전차    | 교량전차    | 교량전차 | 구난전차 | 구난전차 | 구난전차 | 구난전차 | 구난전차 | 구난전차 | 구난전차 | 구난전차 | 수륙양용전차 | 수륙양용전차 | 수륙양용전차 | 수륙양용전차 | 수륙양용전차 | 수륙양용전차 | 수륙양용전차 | 수륙양용전차 |          |          |          |
| 주력 전차    |              |              |              |              |              |              |              |          |          |             |             |             |             |             |          |          |          |          |          |          |          |          |          |              |              |              |              |              |              |              |              |          |          |          |

## 역사

### 등장
가교전차는 제2차 세계 대전 당시에 등장하였는데, 이때의 가교전차는 꽤 좋지는 않았다. 하지만 가교전차 한 대만 있어도 굉장히 훌륭했는데, 그 이유는 가교전차가 없을 당시에는 바다, 강, 대전차 구덩이 등에 막혀 진격이 어려워졌는데, 가교전차가 등장한 이후로는 대전차 구덩이가 있는 곳이나 다리가 없는 강 등을 가교전차가 건너게 해 주었기 때문이다. 또한 가교전차는 장애물을 돌파할 수도 있었는데, 이전에는 보병이 직접 해체해야 지나갈 수 있었던 윤형철조망 위에 다리를 놓아 건너갈 수 있게 해주었고, 대전차 호 등도 가교전차 앞에선 무력화되었다. 이러한 점들 때문에 현대의 군대는 가교전차를 많이 사용한다.
현대 가교전차의 뿌리는 제1차 세계 대전, 전차전의 시작에서 찾을 수 있다. 전차를 개발한 영국과 프랑스는 전장을 지배하는 참호에 맞서 전차 진격을 하는 문제에 직면했다. 캉브레 전투와 같은 초기 전투는 전차의 유용성을 보여주었지만, 전장 지리에 대한 취약성을 강조했다. 이러한 단점을 극복하기 위해 전차(특히 영국의 일반적인 중전차)들은 때때로 무거운 막대기를 맨 위에 얹은 것처럼 단순한 파신들과 싸우기 시작했다. 이것들을 참호에 떨어뜨림으로써, 그들은 탱크가 움직일 수 있는 쐐기를 만들 수 있었다. 나중에 일부 전차들은 갑판에 레일을 운반하기 시작했다. 1919년까지 영국 육군은 크라이스트 처치에 있는 훈련소에 다리를 운반하고 배치하거나 지뢰 제거 및 철거를 수행할 수 있는 리프팅 장비를 갖춘 마크 V 전차를 보유하고 있었다.

### 제 2차 세계대전 당시 사용
제2차 세계 대전이 일어나면서 기갑 교각의 중요성은 물론 전투 엔지니어링 차량과 장갑 복구 차량의 중요성이 완전히 명확해졌다. 전격전이 시작되면서 전차와 함께 전 사단이 진격해야 했고, 전차는 보병의 속도를 훨씬 앞질렀다. 자주포/습격포, 이동식 대공 및 장갑 인력 수송차/자동차의 등장 외에도, 차량 수리, 지뢰 제거 등의 기능은 탱크와 함께 전진하는 장갑차에 의해 수행되어야 한다는 것이 분명해졌다. 게다가, 이 병력들은 속도를 잃지 않고, 특정 다리에 추력을 집중하지 않고 모든 형태의 지형을 건널 수 있어야 했다(그리고 장갑차의 무게 증가는 점점 더 적은 수의 다리들이 이러한 밀집된 건널목을 지지할 수 있다는 것을 의미했다). 모든 기계화된 군대의 이동성이 제기하는 딜레마에 대한 실현 가능한 유일한 해결책은 갑작스러운 통보나 다른 불편한 장소에서 강과 장애물 횡단을 즉흥적으로 처리할 수 있는 전용 플랫폼이었다. 추적되고 장갑을 낀 이 부대는 전투 부대와 나란히 작전을 수행할 수 있었고, 거친 지형을 가로지르며 가벼운 사격에도 불구하고 전진할 수 있었다. 공통 부품을 최대한 활용하고 유지보수 문제를 완화하기 위해 기존 탱크 섀시를 기반으로 했다.
최초의 시리즈 생산품 중 하나는 4호 전차를 기반으로 한 독일 가교전차인 브루켄레거 4호 전차로, 1940년 독일 국방군과 함께 운용되기 시작했다. 20대가 제작되었지만, 과도한 무게로 인해 차량의 효율성이 제한되었고, 결국 20대 모두 전차로 전환되었다. 제2차 세계대전 동안 영국은 발렌타인 전차 섀시의 교량 건설 탱크와 처칠 교량-기둥 탱크 교량 건설 차량을 사용했다(다리를 건설할 때 먼저 참호 바닥까지 운전하고 자체 섀시를 부두, 다리 데크 상승을 사용). 새로운 가위 다리 디자인은 영국이 전쟁에 대응하여 30피트 (9.1m) 이상의 24톤 하중을 지탱하기에 충분했다. 이것은 코베넌트 탱크를 위해 개발되었다. 결국 30톤의 용량으로 발전했고, 따라서 포탑이 없는 발렌타인 전차로 운반되었다. 이탈리아, 북서유럽, 버마에서 사용되었다.

### 현대

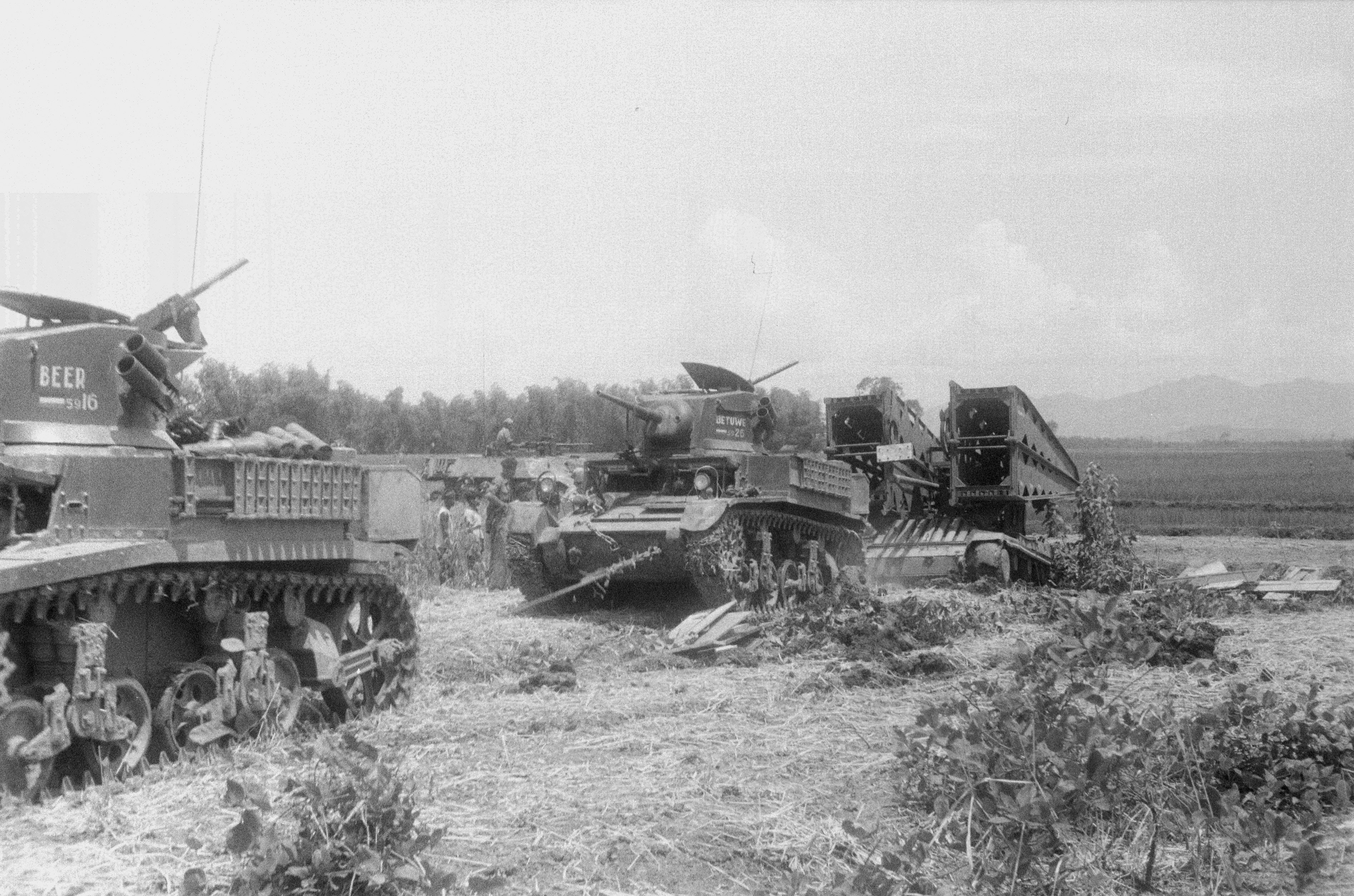
2개의 M3 Stuart 탱크와 교량전차

대부분의 현대적인 가교전차는 현재의 주 전차 섀시를 기반으로 한다. 현대식 주전차(MBT) 섀시를 가교전차로 개조한 예로는 M104 울버린 가전교차가 있다. 개조된 M1A2 SEP MBT 섀시를 기반으로, 울버린은 MBT 포탑을 섀시 위에 장착된 브리지로 대체한다. M104 울버린 위의 다리는 길이가 26m이고 장애물을 안전하게 건너는 데 4분밖에 걸리지 않는다. 이 다리는 무게가 약 70톤인 M1A2 에이브람스만큼 무거운 차량의 무수한 교차를 견딜 수 있도록 만들어졌다. 물 위에 다리를 놓는 또 다른 접근법은 폰툰과 도로를 결합하는 역할을 하는 수륙양용 차량의 사용이다. 이것들은 물에 들어가서 다리를 형성하기 위해 결합한다. 독일, 영국, 싱가포르, 대만이 사용하는 교량 차량인 독일 M3 수륙양용 굴착기가 대표적이다.

## 역할

### 보병 지원

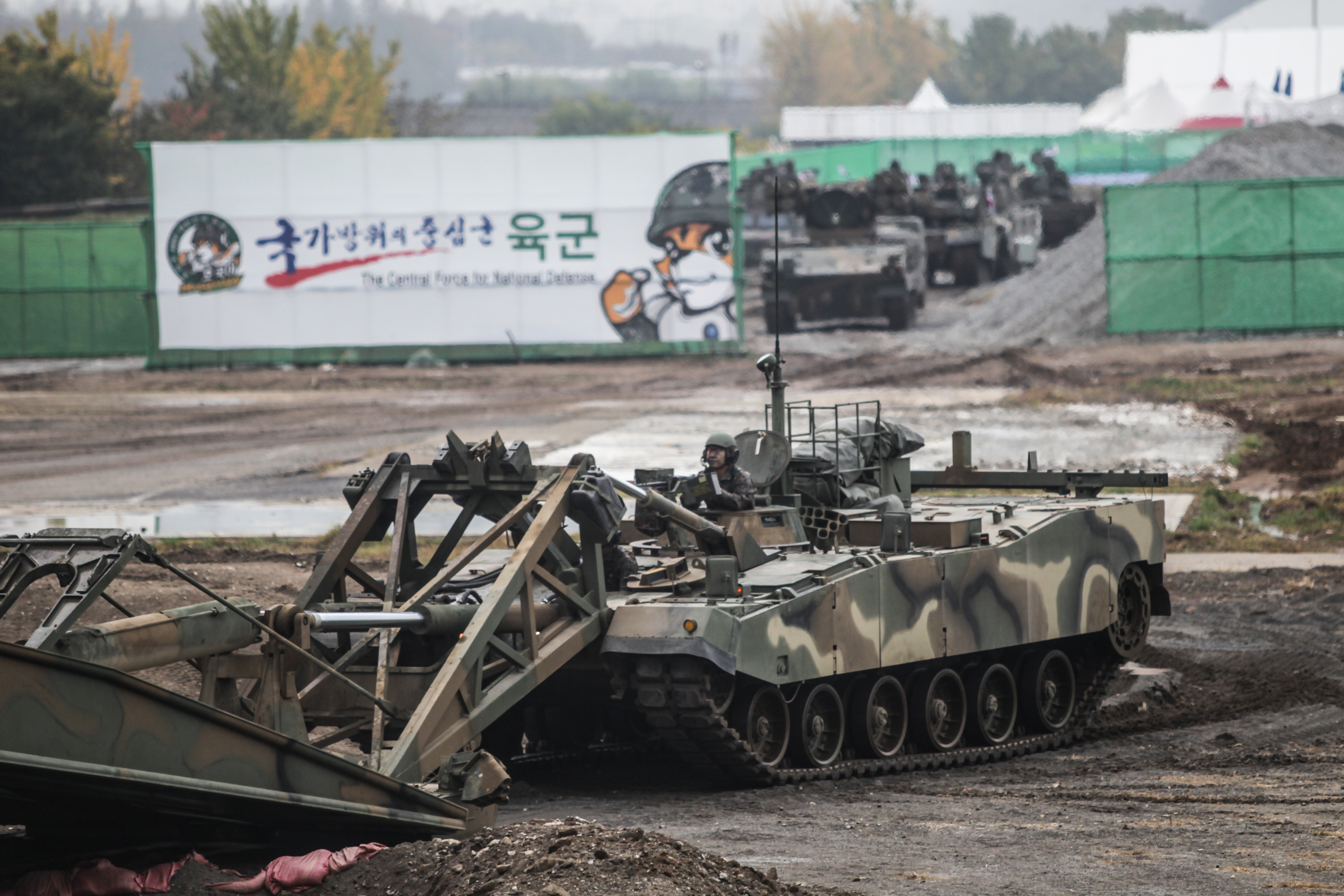
K-1 AVLB 교량전차

제2차 세계 대전 시절의 교량전차는 퍼니전차같이 상당히 조잡하긴 했지만, 그 조잡한 장비로도 연합군의 진격에 큰 공헌을 한다. 기존의 전차는 적이 대전차용으로 구축한 대전차 구덩이를 넘을 수 없었지만, 교량전차가 있을 경우 간단하게 다리를 놓고 건널 수 있었기 때문이다. 강이나 개천과 같은 각종 장애물, 특히 제방 돌파 상황에 직면할 경우 교량전차의 필요성은 정말 절실해진다.
사실 어지간히 폭이 좁은, 즉 교량전차로 건널 수 있을 만큼 좁은 개천이라면 대부분 전차가 물에 잠길 걱정도 없이 얕은 경우가 많다. 하지만 미개척지라면 몰라도 만약 강이 최소한의 치수 작업이라도 돼 있어서 제방이 있다면, 이 제방의 높이는 어지간한 전차의 제방 돌파능력(아무리 제방 돌파능력이 좋아도 1미터 이상인 경우는 거의 없다)을 가볍게 뛰어넘는다. 이럴 때 제방을 넘는 수단으로 동원되는 것이 바로 이 교량전차고, 교량전차를 쓰지 않을 경우 공병대를 투입해 몇 시간 동안 교량을 건설하는 것 이외의 해결책은 솔직히 별로 없다. 이런 능력은 또한 장애물 지대 돌파에도 바로 응용된다. 윤형철조망 위에 다리를 놓아 버리는 것은 기본이고, 제일 먼저 언급된 대로 대전차 호나 도로대화구도 교량전차 앞에선 가볍게 무력화된다. 특히 연달아 형성된 도로대화구는 기갑부대 기동만이 아니라 일반차량의 도로 이용을 극단적으로 방해하는데, 이럴 때 응급복구 수단으로 교량전차만큼 융통성 있으면서도 효과적인 수단은 별로 없다. 교통정체가 발생해서 잔뜩 미어터지고 있을 도로로 공병대와 각종 중장비들를 이동시키는 것보다는 야지기동이 가능한 교량전차를 즉각 투입하는 것이 제일 빠르기 때문이다. 이런 점들 때문에 현대의 전차부대가 반드시 동반하는 차량이며, 대한민국 국군도 K-1 전차를 개조한 K-1 AVLB 교량전차를 배치하고 있다.

### 전략적 기동
교량과 그 기립 및 인출 장치를 갖춘 장갑차를 말하며 주로 병력이 신속하게 교량을 건설할 수 있도록 신속하게 교량을 세우는 데 사용된다. 기갑 교량 차량은 일반 탱크 또는 자주포 섀시에서 전환할 수 있으며 일부는 방어 목적으로 기관총을 보유한다. 교량은 접힌 위치에서 펼쳐져 장애물을 넘어 몇 분 만에 통행 가능한 데크를 만들고, 그 후 교량전차가 교량에서 멀어져 차량이 데크 위로 지나갈 수 있도록 한다. 차량이 모두 통과하면 가교전차는 교량 상판을 건너 교체 반대편에 다시 부착하고 다시 교체를 접고 적재한 뒤 전차부대와 함께 공격을 이어간다. 따라서 가교전차 섀시는 주전차와 동일한 크로스컨트리 능력을 갖추어야 한다.

## 우리나라에서 가교전차 수송

### 개요

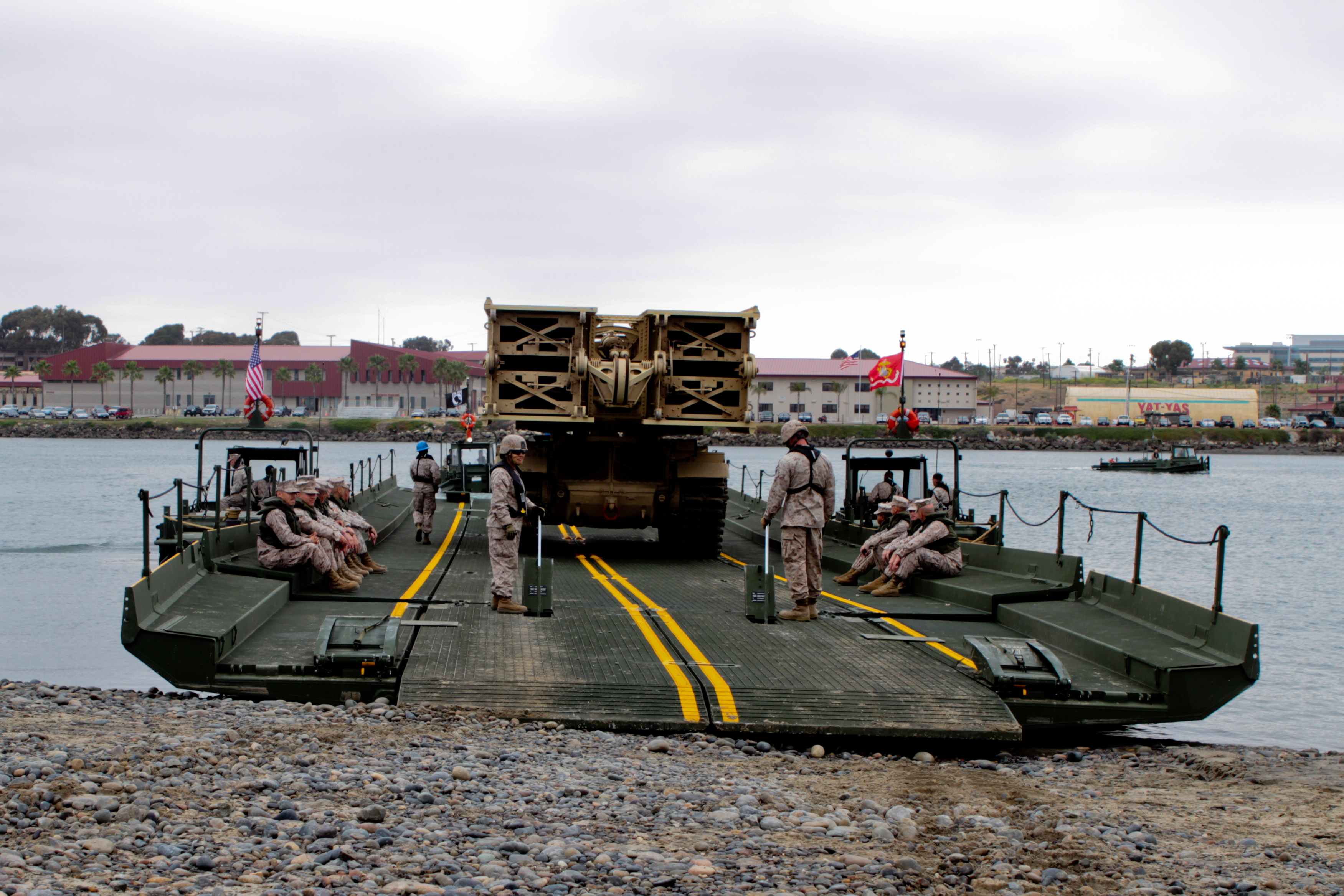
강을 건너기 위해 수송되는 가교전차

교량 전차는 적절한 전술상황 아래에서는 수송 차량없이 자체기동으로 목적지까지 이동할 수 있다. 그러나 포장된 도로상의 자체이동은 특정한 승인 없이는 금하고 있다. 육로수송 책임자는 각종도로의 제원, 수송한계 제원을 사전에 숙지하여 전차를 적재한 수송차량이 각종법적 한계제원에 만족하는가를 확인하여 부득히 한계제원을 초과할시는 정부도로 관계기관 및 기타 기관에 도로사용 특별허가를 받아야 한다. 또한 수송경로 중 부실한 노면, 교량, 터널 및 기타 장애물이 있으면 우회하여 안전한 수송경로를 선정하여 수송한다.

### 도로의 종류 및 제원
| 구 분           | 지 방 지 역                                 | 도 시 지 역                                 |
| --------------- | ------------------------------------------- | ------------------------------------------- |
| 자동차 전용도로 | 고속도로                                    | 도시 고속도로                               |
| 일 반 도 로     | 주간선 도로 보조 간선도로 집산도로 국지도로 | 주간선 도로 보조 간선도로 집산도로 국지도로 |

#### 도로의 종류 및 등급(지방지역)
| 구 분               | 주간선도로 | 보조간선도로 | 집산도로     | 국지도로 |
| 도로종류/등급       | 국도       | 국도, 지방도 | 지방도. 군도 | 국지도로 |
| 평균 통행거리       | 5km이상    | 5km미만      | 3km미만      | 1km미만  |
| 평균 주행속도(km/h) | 60         | 50           | 40           | 30       |
| 계획 교통량(대/일)  | 10,000이상 | 2,000~10,000 | 500~2,000    | 500미만  |

#### 도로의 종류 및 등급(도시지역)

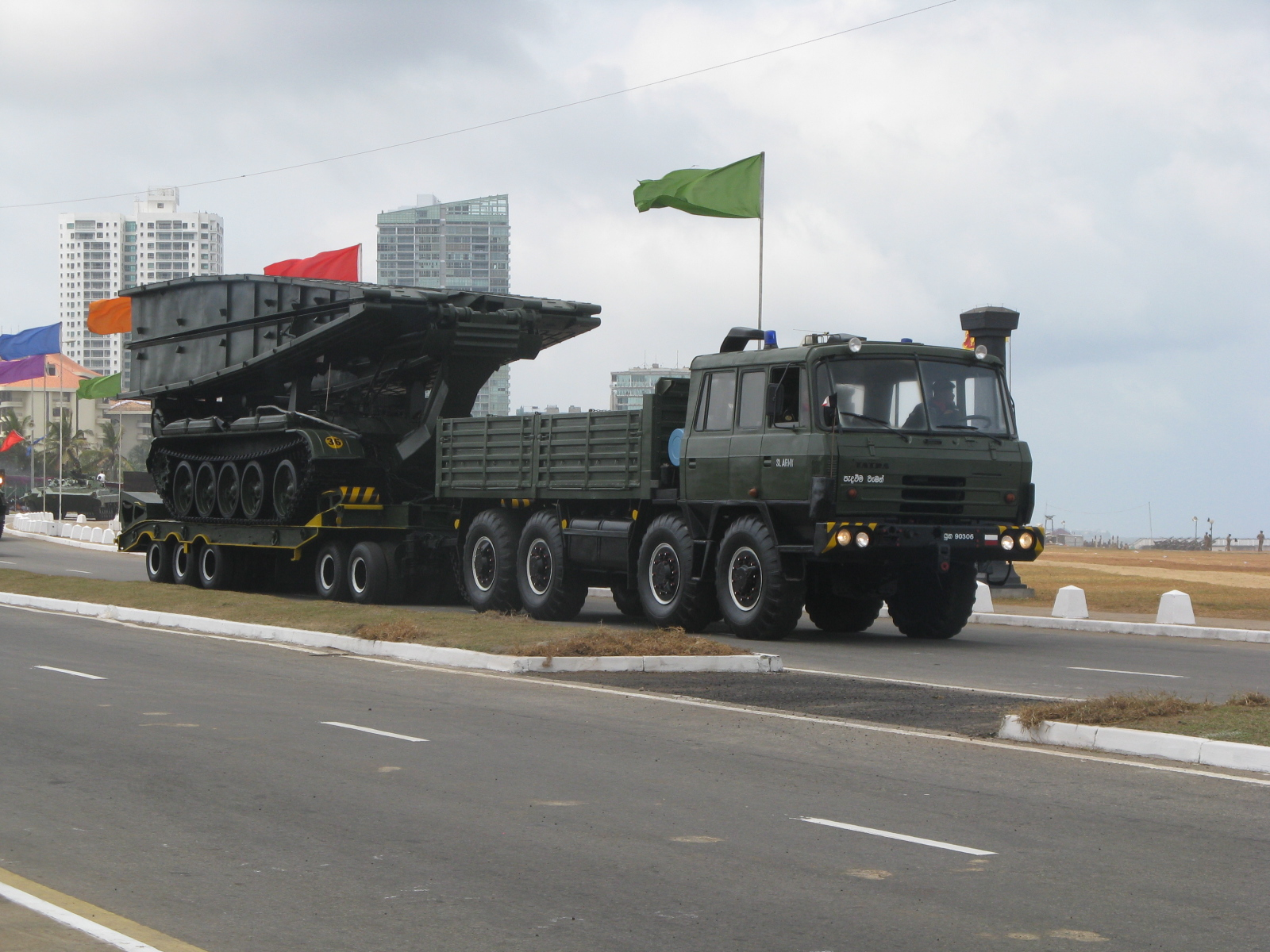
트랙터와 트레일러에 수송되는 가교전차

| 구 분               | 주간선도로 | 보조간선도로 | 집산도로    | 국지도로  |
| 도로종류/등급       | 광로, 대로 | 대로, 중로   | 중로        | 소로      |
| ------------------- | ---------- | ------------ | ----------- | --------- |
| 평균 통행거리       | 3km이상    | 3km미만      | 1km미만     | 500m미만  |
| 평균 주행속도(km/h) | 60         | 50           | 40          | 30        |
| 계획 교통량(대/일)  | 20,000이상 | 5,000~10,000 | 2,000~5,000 | 2,000미만 |

### 수송 차량

#### 트랙터
전투차량 육로수송시 트레일러와 같이 사용하기 위해 개발된 차량이다.

##### 제원
• 모델: 10ton, 8x8, K001
• 전장: 8.886m
• 전폭: 2.564m
• 전고: 3.370m

##### 성능
• 최대 견인능력: 10ton        • 도섭능력: 0.76m
• 항속거리: 450km             • 연료: 디젤
• 최대속도: 74.7km/h          • 연료탱크 용량: 400L
• 최소 회전반경: 14.5m        •승무원: 6명

#### 트레일러
육로수송시 트랙터와 결합하여 전차를 수송하기 위해 개발된 수송차량이다.

##### 제원
• 중량: 20.7ton
• 전장: 15.87m
• 전폭: 3.4m
• 전고: 경사판 회수위치 3.28m, 경사판 가설위치 2.63m

##### 성능
• 최대적재 중량: 60ton
• 축수: 6축
• 최대속도: 74.7km/h
• 등판능력(종경사/횡경사): 28%(15.64도)/20%(11.3도)

## 개발 현황

### 개요

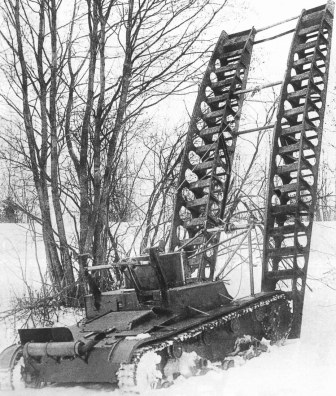
일자형 교량을 탑재한 ST-26 엔지니어 탱크

강습교량(Assault  Bridge)은 적과 마주한 상황에서 인공 또는 자연 장애물을 신속하게 극복하기 위해 부설된다. 차량과 부교가 합쳐진 자주부교와 일반적으로 기계화부대를 직접 지원하는 교량전차가 여기에 속한다. 교량전차는 40m 이상의 간극을 극복하는 전술교량과 달리 도로대화구, 소하천 등의 20m 이내의 간극의 신속한 극복이 목적이다. 적과 접한 상황에서 기계화 부대를 직접 지원하기 때문에 기동력과 방어력을 갖춘 전차의 차체를 이용한다. 교량전차에서 가장 중요한 부분은 교량이다. 교량 형태에 따라 ➊ 일자형, ➋ 가위형, ➌ VI 다단 접이형, ➍ 조립형으로 나뉜다. 일자형은 긴 교량을 그대로 차체에 탑재하는 것이다. 개발 초기에는 교량의 길이가 비교적 짧아 가능했지만, 기술이 발전하면서 교량 길이가 길어지자 채용되는 경우가 드물어졌다. 가위(Scissors)형은 긴 다리를 중앙에서 절반으로 꺽은 것인데, 한쪽의 끝을 지점으로 하여 들어올려 벌리면서 반대편쪽으로 설치한다. 교량이 반으로 접힌 형태로, 가설장비의 암(Arm)의 힘으로 펼쳐진다. 많은 교량전차가 이 형태의 교량을 채택했고, 우리나라의 K1 AVLB의 교량도 가위형이다. 가설시 높이 솟아오르기 때문에 적 관측에 걸릴 위험이 있다. 다단 접이형은 2개 이상으로 접힌 형태로 구소련과 러시아의 교량전차에서 채택했다. 조립형은 교량 모듈이 슬라이드식으로 이동하기 때문에 슬라이드형으로도 불린다. 힌지를 중심으로 접히는 가위형이나 다단 접이형과 달리 물리적으로 분리된 교량이 수평 상태로 조립된 후 가설된다. 가설시 높이가 낮아 적의 관측에 걸릴 위험이 적다. 교량의 성능 지표는 군용 하중급수(Military Load Classification)로 표시된다. MLC는 차량급수 또는 교량급수로도 불리며, 1968년 미 공병단(USACE)에서 개발하였고 현재는 나토 표준(STANAG)이 되었다. 제2차 세계대전 당시에는 30톤급 전차를 지원할 수 있는 정도였지만, 최근에는 경량 금속 소재와 복합재의 채용으로 70톤에 육박하는 미 육군의 M1A2 전차도 지원할 수 있는 MLC 80까지 가능하도록 발전했다.

### 양상

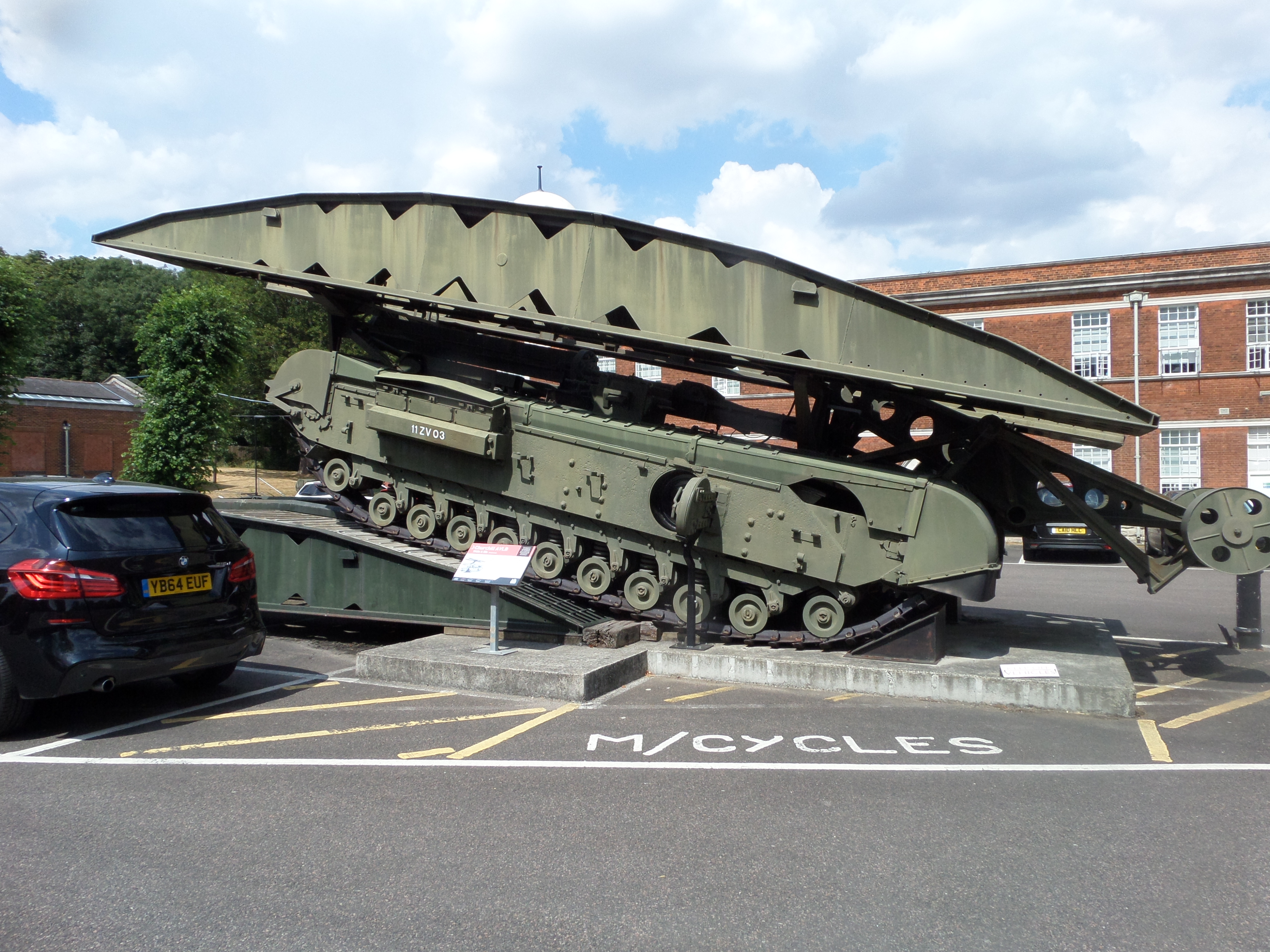
Churchill ABLV

교량전차는 제1차 세계대전 당시 영국이 전차가 참호 등을 통과할 수 있는 방법을 연구하면서 시작했다. 1919년 영국 육군은 마크(Mark) V 전차에 길이 21피트(6.4m)에 35톤까지 견디는 작은 일자형 다리를 붙인 마크 V 카날 록 브릿지(Carnal Rock Bridge)를 실험했다. 카날 록 브릿지라는 이름은 운하에서 배가 지나갈 때 들어 올리는 다리에서 가져왔다. 영국은 1920년부터 다양한 시도를 통해 바테만(Batemans) 강습교량, 시저(Scissor) 강습교량, 그리고 와일드(Wind) 강습교량 등 다양한 교량의 개념을 개발했다. 이 가운데 실제 생산에 들어간 것은 가위형 교량을 장착한 시저 강습교량이다. 시저 강습교량은 1935년에 처음 제안되었지만, 1938년 교량 시험 기구(Experimental Bridging Establishment)에서 처음으로 제작되었다. 시제품은 마크 V 경전차의 포탑을 제거하고 그 위에 가위형 교량이 올라간 형태였다. 나중에 차체가 커버넌터(Covenanter) 전차로 바뀌었다가 다시 발렌타인(Valentine) 전차와 마크 III 보병전차로 바뀌었다. 교량은 길이 30피트(9.14m), 30톤까지 통과할 수 있었다. 하지만, 영국은 발렌타인 교량전차가 40톤에 육박하여 너무 무겁다는 판단을 내리고 새로운 교량전차를 연구했다. 그 결과 처칠(Churchill)로 알려진 마크 IV 보병전차에 길이 30피트의 일자형 교량을 탑재한 처칠 교량전차를 개발했다. 이 밖에도 일자형 소형 박스형 거더교(Small Box Girder Bridge)를 운용하는 처칠 교량전차와 전차 자체가 교량의 일부가 되어 다른 전차가 방벽 등을 올라갈 수 있도록 돕는 장갑 램프 캐리어(ARKArmoured  Ramp  Carrier)도 개발되었다. 영국은 제2차 세계대전 동안 다양한 교량전차를 투입하면서 많은 교훈을 얻었다. 다른 나라들도 영국의 교량전차 운용에서 교훈을 얻어 교량전차 개발에 나섰다.

### 세계 각국의 현재 운용 현황

#### 영국

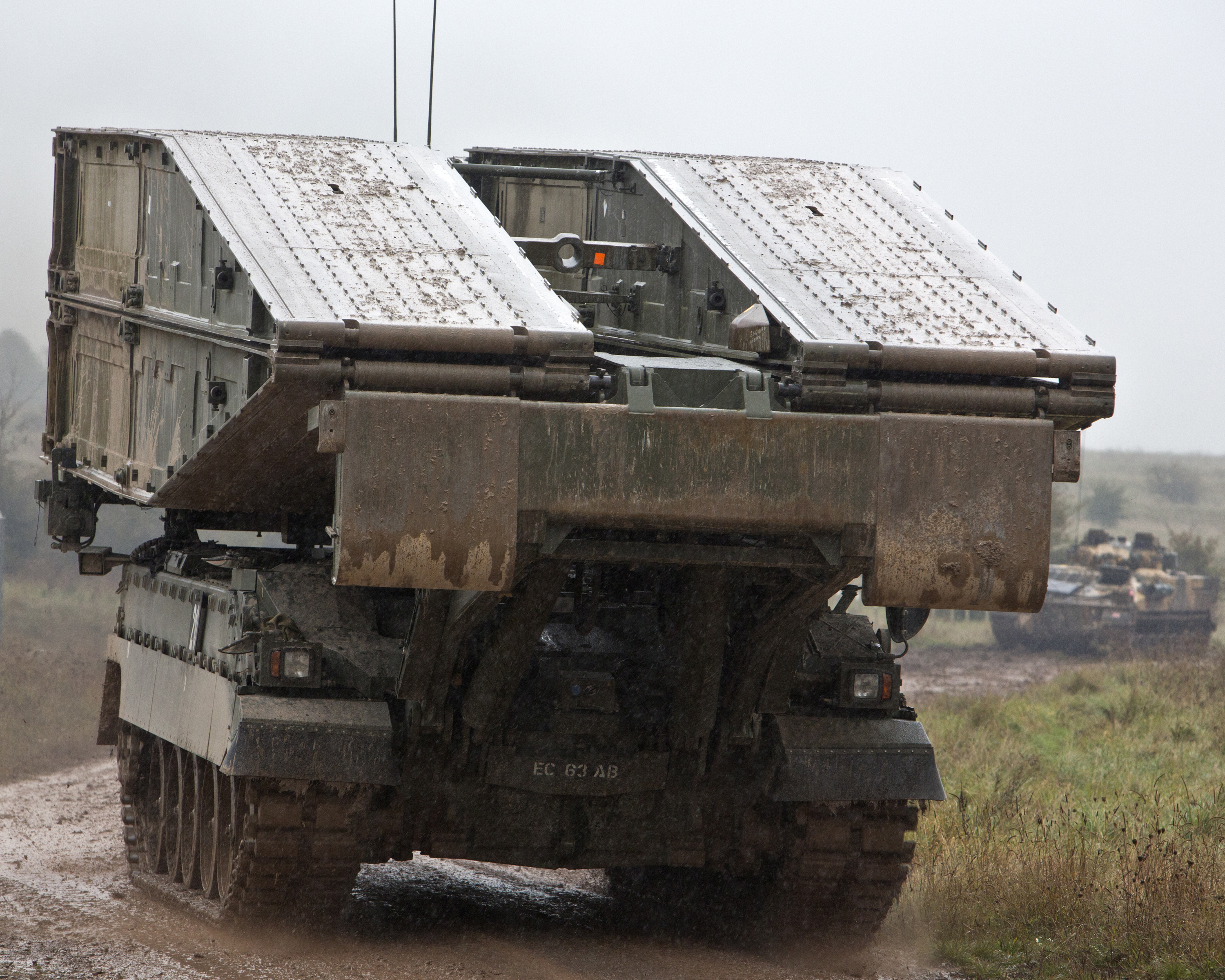
Titan AVLB

영국은 교량전차 뿐만 아니라 다양한 군사용 교량을 개발한 국가로 현재도 세계 군사용 교량 분야를 이끌고 있다. 현재 영국의 교량전차는 군용 교량 체계 전반을 새로 개발하기 위해 1987년부터 시작한 BR90(Bridging for 1990s) 계획의 근접지원교량(Close  Support  Bridge) 계열에 속한다. BR90 체계는 BAE 시스템스가 개발 및 생산을 담당한다. 타이탄(Titan)으로 불리는 교량전차는 챌린저 2 전차 차체를 사용했다. 교량은 No. 10, 11, 그리고 12의 세 가지가 사용된다. No. 10 교량은 길이 26m, 폭 4m, MLC 70의 가위형 교량이며 중량은 13톤이다. No. 11은 길이 16m, 폭 4m, MLC 70의 일자형 교량이며 중량은 6.7톤이다. No. 12는 길이 13.5m, 폭 4m, MLC 70를 지원하며, 좌우 패널로 구성된 일자형 교량이며 중량은 5.4톤이다. No. 12 교량은 두 개의 패널 중 하나만 가설도 가능하다. 세 가지 교량 모두 만(MAN) 8×8 전술트럭 기반의 전차용 교량 운반차량(Tank Bridge Transporter)에 의해 운반 및 회수가 가능하다. TBT가 추가 교량을 운반하기 때문에 타이탄 교량전차는 장착된 교량을 가설한 후에도 다음 교량 가설을 위해 기존의 교량을 회수할 필요가 없다.

#### 독일

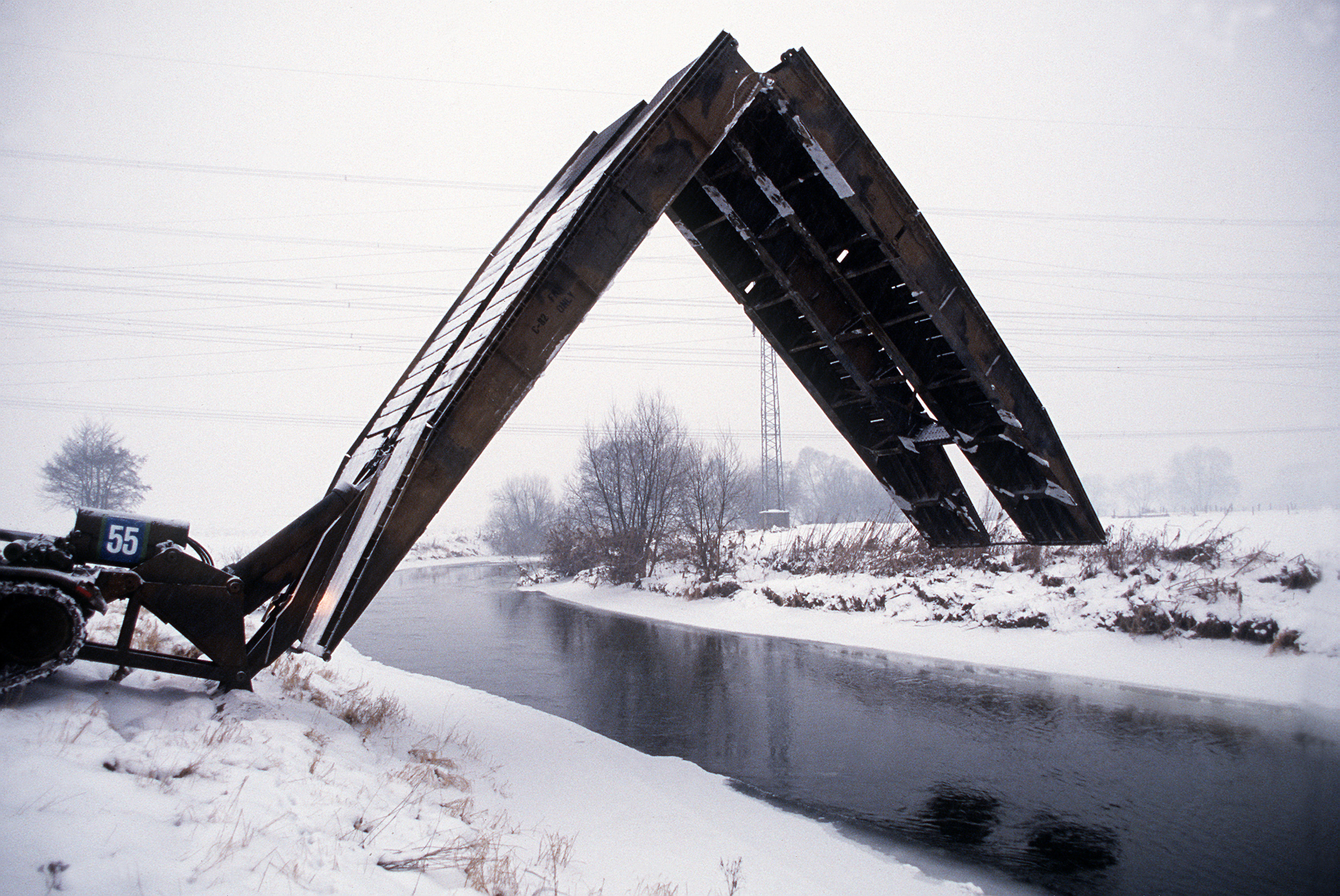
1985년 독일의 M60 AVLB

영국이 군사용 교량 분야의 전통의 강자라면, 독일은 1970년대 이후 부상한 신흥 강자다. 1975년 당시 서독군은 레오파드1 전차의 포탑을 제거한 BRP Bruckenlegepanzer -1 교량전차를 도입했다. BRP-1은 비버(Biber 또는 Beaver)라는 애칭으로도 불렸다. BRP-1 교량 전차는 길이 11m 교량 2개를 수평 상태로 조립하는 조립형 교량을 채택했다. 교량은 총길이 22m, 폭 4m, MLC 50이었다. BRP-1 교량전차는 2002년부터 레오파드2 전차 차대를 사용한PBS Panzerschnellbrucke -2로 교체되었다. PBS-2는 길이 9.7m 교량 모듈 3개로 구성되는 조립형 교량을 운용했다. 1개만 가설할 수도 있고, 3개를 모두 연결하여 총 28.7m의 교량을 가설할 수도 있다. 그러나 2개 이상을 연결할 경우 연결부를 지지해야 하므로 간극 깊이에 제약이 있었다. PBS-2에 이어 독일은 BRP-1의 조립형 교량을 개량한 PBS-레구안(Leguan)을 도입했다. 레구안은 독일 장갑관련 장비 회사 크라우스 마파이 베크만(Krauss-Maffei Wegmann)의 자회사인 만 이동식 교량 제작사(MAN Mobile Bridges GmbH)가 개발했다. 레구안 교량은 중간이 빈 형태의 총 길이 26m, 폭 4m이며 MLC 80까지 지원하지만, 알루미늄 합금으로 만들어져 중량은 10.5톤에 불과하다. 레구안 교량은 독일 외에 미국, 벨기에, 핀란드, 스위스 등 세계 14개국에서 운용하고 있다. 운용 차량도 도입국에 맞게 레오파드2 외에도 M1, 레오파드1, M60 전차 등으로 다양하다. KMW는 26m 교량 외에 PBS-2와 유사한 길이 14m, 폭 4m 교량 2개로 구성된 모델도 제안하고 있다. 14m 교량은 1개만 사용할 수도 있고, 2개를 연결하여 사용할 수도 있다. 2개를 연결할 경우 BRP-1과 달리 중간에 지지를 위한 구조물은 필요 없다. 14m×2 모델은 MLC 70을 지원한다.

#### 미국

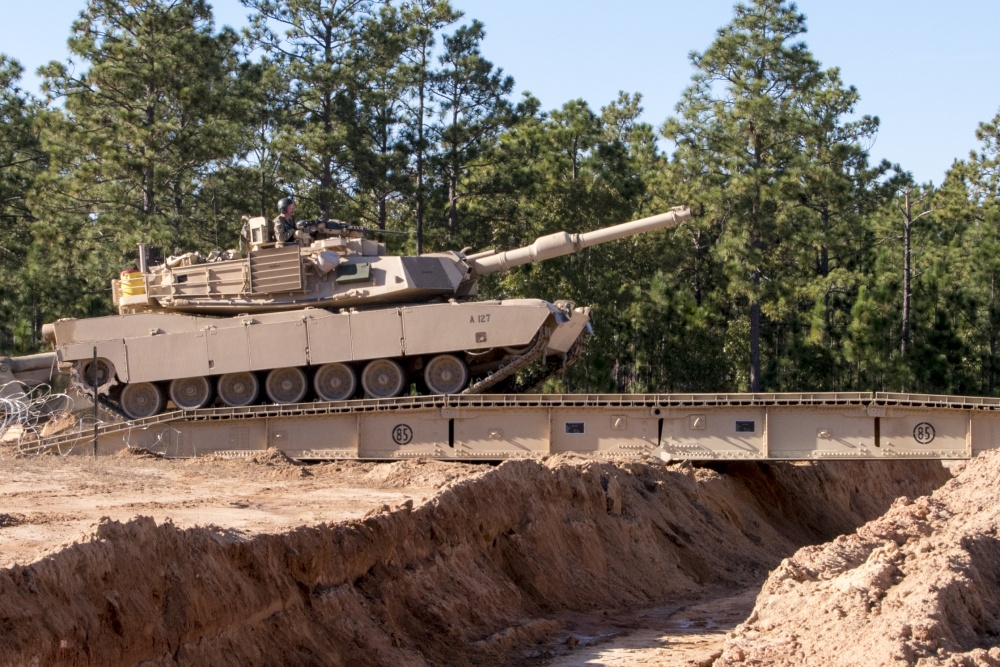
M60 AVLB

미국은 군사기술 선도국이지만, 장애물 개척전차나 교량전차 등의 지원 차량 개발에는 영국이나 독일에 뒤쳐져 있다. 대신 영국이나 독일이 개발한 장비를 적극적으로 도입하는 높은 수용성을 보이고 있다. 미 육군은 1960년대 초반부터 가위형 교량을 사용하는 M48 AVLB를 운영하기 시작했지만, 곧 차체를 M60 전차로 바꾸었다. M60 AVLB는 MLC 60을 지원하는 길이 19.19m, 폭 3.9m의 가위형 교량을 운용했다. 하지만, 1980년대 후반부터 M1 에이브람스 전차가 도입되면서 1987년부터 M61A1 전차에 MLC 70을 지원하는 교량을 탑재하여 운용했다. 하지만, M60 계열 전차의 차체로는 M1 전차를 지원하기에는 무리였다. 미 육군은 1990년대 말부터 M60 AVLB를 대체할 신형 교량전차 도입을 시작했다. 2003년 M1A2 SEP 전차 차체에 독일 KMW의 레구안 교량을 통합한 M104 울버린(Wolverine)을 도입했다. 울버린 교량전차는 제너럴다이나믹스 랜드시스템(GDLS)이 담당했다. 울버린의 교량은 레구안 26m 교량과 동일한 사양을 가진다. 하지만 2010년대 국방예산 삭감의 영향으로 미 육군도 울버린 교량전차를 44대만 도입하는데 그쳤다. 게다가 유지보수와 운용에 많은 돈이 들었다. 미 육군은 M60 AVLB와 값비싼 울버린까지 대체할 저렴한 대안을 찾기 위해 2010년대 초반부터 도입 사업을 시작했다. 그 결과 2016년 8월 이탈리아 레오나르도(Leonard)의 미국 자회사인 DRS 테크놀로지스와 새로운 가위형 교량을 탑재한 합동 강습교량(Joint Assault  Bridge) 도입 계약을 체결했다. JAB의 차체는 M1A1 차체에 M1A2 서스펜션을 결합하는 것으로 결정되었다. JAB의 교량 길이는 M60 AVLB와 동일한 길이 19.19m, 폭 3.9m이며, MLC 85를 지원한다. 미 육군은 168대를 계약했지만, 옵션 행사시 최대 337대를 도입할 수 있다. 미 해병대도 28대를 도입할 예정이다. 미 육군은 2017년부터 JAB 교량전차를 납품받기 시작했다.

#### 러시아

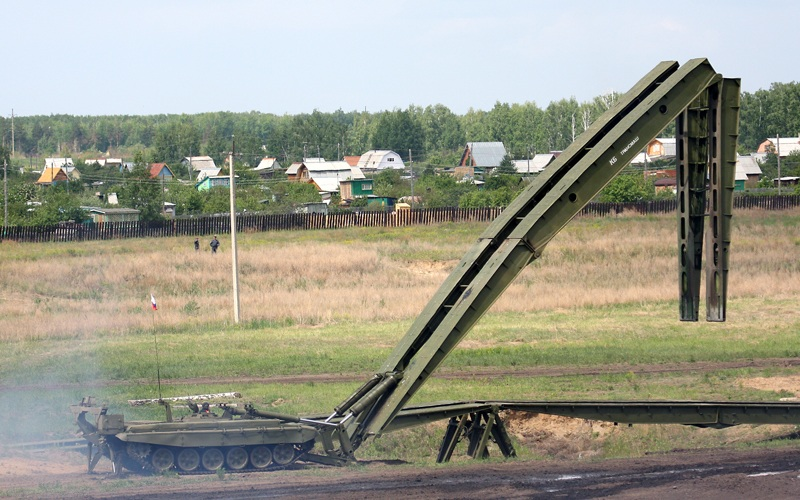
MTU-90

냉전시기 구소련은 서유럽에서의 전면전을 염두에 두고 교량전차를 운용했다. 대표적인 것으로 T-54 전차 기반 MTU-12, T-55 전차 기반 MTU-20, 그리고 T-72 전차 기반의 MTU-72가 있다. MTU-12는 길이 12m의 일자형 교량을 운용했고, MTU-20과 MTU-72는 일자형 교량의 양 끝단을 접는 방식의 교량을 운용했다. 현재도 운용되는 MTU-72는 교량 총 길이 20m, 폭 3m에 통과하중은 50톤이다. 50톤의 통과하중으로도 서방제 전차보다 가벼운 T-72, T-80, 그리고 T-90 계열 전차들을 지원할 수 있다. 구소련 붕괴 후 들어선 러시아는 1990년대 후반, MTU-20과 MTU-72 교량전차를 대체하기 위해 T-90 전차 차대 기반의 MTU-90 교량전차를 개발했다. MTU-90 교량전차는 3단 접이식 교량을 채택했다. 교량은 길이 25m, 폭 3m, MLC 50을 지원한다. MTU-90 교량전차는 3단 접이형 교량 대신 TMM-6 전술교량 모듈을 장착할 수도 있다. 러시아는 2010년대 초반, 교량을 2단으로 줄여 길이를 19m로 줄이면서 MLC 60으로 향상시킨 MTU-90M을 개발했다. MTU-90M은 2013년부터 러시아 육군에 배치가 시작되었다.

## 주목할 만한 가교전차
인도: DRDO Sarvatra Sarvatra는 트럭에 장착된 다중 경간 모바일 브리징 시스템이다.
프랑스: SPRAT 시스템 데포 래피드 트래블 PTA2, 8x8 트럭 섀시 기반.
독일: 레오파드 2 섀시 기반의 판저슈넬브뤼케 2.
독일: Leopard 1 탱크 섀시 기반의 바이버로 대부분의 Leopard 1 사용자가 사용한다.
독일: 표범 2를 기반으로 한 Panzerchnellbrücke Leguan.
일본: 67식 AVLB, 61식 MBT 기반.
일본: Type 74 MBT 및 Type 87 SPAG에 기반한 91 AVLB.
폴란드 / 동독: T-55 전차 기반 BLG-67.
러시아: MTU-72 AVLB, T-72 MBT 기반.
러시아: MT-55, T-55 중형전차 기반.
영국: 챌린저 2 MBT 기반의 타이탄 장갑차 런처 브리지. 치프테인 탱크 기반 AVLB를 대체한다.
캐나다: Leopard 1 기반 비버 장갑 교층 차량.
미국: M60A1 AVLB는 M60 MBT에 기반을 두고 있으며, 현재 M104 울버린과 M1074 합동 공격교로 대체되었다.
사우디아라비아: AMX-30 브릿지, 프랑스 AMX-30 기반.
터키: SYHK, FNSS Pars에 기반한 수륙양용 브리징 차량.

## 대중 매체에서

### 비디오 게임
- 콜 오브 듀티: 모던 워페어 2
- 다이하드 3

## 같이 보기
- K-1 AVLB 가교전차
- 다포탑 전차
- 다주포 전차

## 참고 문헌
1. 육군본부(2002). 《교량전차 K1》.
2. 최현호(2018년). “한국방위산업진흥회”. 《세계 각국의 교량전차 개발 현황 = 기계화 부대의 진격을 지원하는 중요 자산》 (Vol.- No.477 [2018]).
3. 김동진(1992년). “한국방위산업진흥회”. 《계열전차의 소개 및 발전추세(1)-교량전차》 (Vol.- No.161 [1992]).